# Rubia rezniczenkoana
Rubia rezniczenkoana là một loài thực vật có hoa trong họ Thiến thảo. Loài này được Litv. miêu tả khoa học đầu tiên năm 1910.